# Arrondissement de Saint-Julien-en-Genevois
L'arrondissement de Saint-Julien-en-Genevois est une division administrative française, située dans le département de la Haute-Savoie et la région Auvergne-Rhône-Alpes.

## Composition

### Composition avant 2015
Composition de l'arrondissement :
- Canton d'Annemasse-Nord
- Canton d'Annemasse-Sud
- Canton de Cruseilles
- Canton de Frangy
- Canton de Reignier-Ésery
- Canton de Saint-Julien-en-Genevois
- Canton de Seyssel (Haute-Savoie)

### Découpage communal depuis 2015
Depuis 2015, le nombre de communes des arrondissements varie chaque année soit du fait du redécoupage cantonal de 2014 qui a conduit à l'ajustement de périmètres de certains arrondissements, soit à la suite de la création de communes nouvelles. Le nombre de communes de l'arrondissement de Saint-Julien-en-Genevois reste quant à lui inchangé depuis 2015 et égal à 72.
Le 2 juin 2023 par arrêté préfectoral, la commune de Fillinges est rattachée à l'arrondissement de Bonneville, tandis que les communes de Cuvat et de Villy-le-Pelloux auparavant rattachées à l'arrondissement d'Annecy sont rattachées à l'arrondissement de Saint-Julien-en-Genevois. Le nombre de communes passe de 72 à 73.
Au 1er janvier 2024, l'arrondissement groupe les 73 communes suivantes :
1. Allonzier-la-Caille
2. Ambilly
3. Andilly
4. Annemasse
5. Arbusigny
6. Archamps
7. Arthaz-Pont-Notre-Dame
8. Bassy
9. Beaumont
10. Bonne
11. Bossey
12. Cercier
13. Cernex
14. Challonges
15. Chaumont
16. Chavannaz
17. Chêne-en-Semine
18. Chênex
19. Chessenaz
20. Chevrier
21. Chilly
22. Clarafond-Arcine
23. Clermont
24. Collonges-sous-Salève
25. Contamine-Sarzin
26. Copponex
27. Cranves-Sales
28. Cruseilles
29. Cuvat
30. Desingy
31. Dingy-en-Vuache
32. Droisy
33. Éloise
34. Étrembières
35. Feigères
36. Franclens
37. Frangy
38. Gaillard
39. Jonzier-Épagny
40. Juvigny
41. Lucinges
42. Machilly
43. Marlioz
44. Menthonnex-en-Bornes
45. Menthonnex-sous-Clermont
46. Minzier
47. Monnetier-Mornex
48. La Muraz
49. Musièges
50. Nangy
51. Neydens
52. Pers-Jussy
53. Présilly
54. Reignier-Ésery
55. Saint-Blaise
56. Saint-Cergues
57. Saint-Germain-sur-Rhône
58. Saint-Julien-en-Genevois
59. Le Sappey
60. Savigny
61. Scientrier
62. Seyssel
63. Usinens
64. Valleiry
65. Vanzy
66. Vers
67. Vétraz-Monthoux
68. Ville-la-Grand
69. Villy-le-Bouveret
70. Villy-le-Pelloux
71. Viry
72. Vovray-en-Bornes
73. Vulbens

## Démographie
En 2022, l'arrondissement comptait 199 838 habitants.
| 1968   | 1975   | 1982    | 1990    | 1999    | 2006    | 2011    | 2016    | 2021    |
| ------ | ------ | ------- | ------- | ------- | ------- | ------- | ------- | ------- |
| 73 525 | 93 430 | 102 783 | 118 775 | 130 874 | 148 664 | 166 907 | 186 343 | 196 943 |

| 2022    | - | - | - | - | - | - | - | - |
| ------- | - | - | - | - | - | - | - | - |
| 199 838 | - | - | - | - | - | - | - | - |

## Sous-préfets
| Période          | Période   | Identité        | Fonction précédente                                  | Observation                                                                          |
| ---------------- | --------- | --------------- | ---------------------------------------------------- | ------------------------------------------------------------------------------------ |
|                  |           |                 |                                                      |                                                                                      |
| 27 décembre 1935 | juin 1939 | Jean Leguay     | Secrétaire général de la préfecture des Basses-Alpes |                                                                                      |
| février 1959     |           | Maurice Joubert |                                                      |                                                                                      |
|                  |           |                 |                                                      |                                                                                      |
| janvier 1988     |           | Michel Cadot    |                                                      | Commissaire adjoint de la République de l'arrondissement de Saint-Julien-en-Genevois |
|                  |           |                 |                                                      |                                                                                      |